# 超人特攻隊角色列表

超人特攻隊。（由左至右）彈力女超人、超能先生、小倩和小飛。（中間）小傑。

該表列出迪士尼／皮克斯電腦動畫超級英雄電影《超人特攻隊》及其續集《超人特攻隊2》中登場的角色。

## 巴氏一家

### 巴鮑伯
巴·「鮑伯」·勞勃（Robert "Bob" Parr）（又名超能先生（Mr. Incredible），電影中由克雷格·T·尼爾森配音，遊戲《超人特攻隊：採礦大師崛起》中由理查德·麥克哥納爾配音。）具有強大的力氣和堅硬的身軀，而且還有敏銳的感官。當他娶了巴荷莉為妻後育有三個孩子：小倩、小飛和小傑。
他結婚後的某個時候，超能先生因為阻止梅仁愛的自殺和他停下因爆炸而脫軌的火車所帶來的不便而被起訴，導致政府發起「超級英雄異地安置計劃」。強迫「退休」後的鮑伯發現難以忍受現今平凡的生活，經常在星期三藉故外出，偷偷進行他的英雄使命。後來他震驚地發現，以往自己的頭號粉絲巴迪·派恩，在當年因保護巴迪而拒絕讓他擔任自己的跟班後成為了反派辛拉登。直到辛拉登威脅家人的性命時，鮑伯才意識到他的家人才是他「最偉大的冒險」。
鮑伯的紅色超人服裝是由衣夫人設計，抗損傷能力就和鮑伯自己的身軀一樣強大。
在黃金時段時，超能先生出任務所駕駛的超能車，風格接近詹姆士·龐或蝙蝠俠的用車。片尾畫面中顯示他們全家人共用了全新的超能車的剪影。超能車的樣貌則在漫畫系列中亮相。
鮑伯的臉孔是參考導演布萊德·博德的臉所繪製。
IGN把超能先生列為皮克斯前十名角色中排名第五名，帝國雜誌則把超能先生列為皮克斯前二十名角色中排名第八名。

### 巴荷莉
巴荷莉（Helen Parr）（又名彈力女超人（Elastigirl）或超能太太（Mrs. Incredible） ，由荷莉·杭特配音。）是超能先生的妻子。荷莉可以將身體的任何部分拉伸至100英尺（34米）和1毫米薄，她還可以通過各種方式改變自己的身體。 在電影中她變成了降落傘和橡皮艇，並用她的手臂當為鞦韆和彈弓使用。以前她是一位女權主義者，並沒有「安定下來」的渴望。 自從與鮑伯結婚後，荷莉成為一個全職的家庭主婦和母親，儘管她對丈夫仍然夢想着以前當英雄的榮耀而感到沮喪。荷莉也是一個經驗豐富的噴射機發行員。她的機智敏銳和高超的間諜技巧，以及她作為超級英雄的經驗，使她成為一個優秀的戰術家和領導者。她的紅色超級英雄服裝是由衣夫人設計，可以盡可能伸展並保持其形狀。它幾乎是堅不可摧的，但又像埃及棉花一樣透氣。

### 巴小倩
巴小倩（Violet Parr，由莎拉·沃維爾配音。）是一個國中少女，正處在女孩與女人的十字路口。小倩拼命想要像其他人一樣，與平凡人融合在一起，而不是脫穎而出。她的超能力能讓她立即隱形，並產生球狀防護罩來保護自己，也可以把極重的物體懸浮起來。防護罩的內部具有反引力效應，可以讓小倩在內部飄浮，但如果防護罩被強大的力量擊中，她可能會暫時驚呆。
在電影中，她和小飛結合他們的超能力創造了絕招IncrediBall（在遊戲中命名）。也就是小倩在自己周圍產生一個球狀防護罩，讓小飛在防護罩中利用超音速推動，令其有著如加農炮或衝車一樣的威力。她的害羞和缺乏自信構成了電影中的一個重要故事，她受到荷莉的鼓勵，  她擁有的力量比她意識到的多，她只需要相信它。在電影尾段，當她的暗戀對象雷湯尼提出約會時小倩擺脫了害羞並以自信的一面結束。
與她普通的衣服不同，由衣夫人設計的紅色超級英雄服裝能讓它與小倩一同隱形。

### 巴小飛
巴·達希爾·「小飛」·勞勃（Dashiell "Dash" Robert Parr，首集由斯賓塞·福斯配音，續集由哈克·米爾納配音。）是一個飛毛腿，可以利用高速令自己有控電能力。雖然他只有10歲的男孩，但電影官方網站以「增強的持久力」形容他的超能力，也就是即使在超高速中遭遇碰撞他也不會受到明顯外傷，電影中小飛也發現在沒有淹沒的情況下可以越過水面。
小飛想參加跑步比賽，但母親荷莉並不允許，因為她認為小飛會炫耀他的超高速能力使家人失去掩護。小飛利用他的超能力在他的老師身上惡作劇，這也威脅到他們的掩護。
小飛魯莽和衝動性格與單純的思想使他與憂鬱、心思細密的小倩看起來格格不入。但在戰鬥時小飛會非常關心家人，更曾在辛拉登的手下想殺死姊姊時挺身而出。
他的紅色超級英雄服裝是由衣夫人設計，具有耐磨損、耐熱的功能，使小飛超高速奔跑時能夠抵抗空氣摩擦所產生的高溫。

### 巴小傑
巴·約翰·「小傑」·傑森（John Jackson "Jack-Jack" Parr，首集由伊萊·富齊爾和梅夫·安德魯斯配音，續集由艾瑞克·布烈斯和斯圖亞特·布烈斯配音。）是巴家的男嬰兒、最年幼的孩子。最初被認為是家庭成員中唯一沒有超能力的，但是小傑在第一集電影結尾時展現出多種超人的能力，其中大部分都是變形的類型。在短片《小傑的攻擊》中可以看到更多的超能力，使他成為家中技能最多的角色，並根據一些《超人特攻隊》玩具中所包含的收藏海報，似乎小傑仍然有更多超能力並未公開。第二集中小傑的超能力帶給超能先生更多的困擾，但是戏份越来越重要。
雖然衣夫人不知道小傑可能會有什麼的超能力，但她涵蓋了各種可能性，設計了一個防火和防彈的紅色連身衣給小傑。直到第二集時衣夫人將小傑的紅色連身衣在加以改良，因為她發現小傑的超能力比她想像的多。導演兼創作人布萊德·博德在DVD上解說，小傑的各種能力是比喻幼兒在生活中擁有無限的可能性。
在漫畫系列的第0期中提到，小傑的全名為巴·約翰·傑森（John Jackson Parr）。
帝國雜誌把小傑列為皮克斯前二十名角色中排名第十五名。

## 盟友

### 酷冰俠
路易斯（Lucius Best）（又名酷冰俠（Frozone），電影由山繆·傑克森配音，遊戲中由伊薩克·C·辛格頓配音。），是巴氏一家多年來的好友。酷冰俠是巴鮑伯最好的朋友，也是鮑伯和荷莉婚禮的伴郎。類似於漫威漫畫超級英雄冰人，自由操控冷凍能力，可將高温沸水結冰，甚至可以將空氣中的水氣結冰的能力，但他的能力僅限於使用已存在的水分，不管是液態還是氣態。他也能夠使用自己身體裡的水分，因此若身體缺水也會削弱他的超能力。電影中他看起來比好友巴鮑伯更能融入平凡人的生活，但他依舊保留著他的超能衣和道具以便隨時派上用場。
他與一位知道他超人過去的女人漢妮（首集由金柏莉·艾達爾·克拉克	配音，續集由拉坦婭·理查德森配音。）結婚。酷冰俠是鮑伯最好的朋友，也與荷莉和小倩、小飛熟識，巴氏一家是在超級英雄禁令後酷冰俠唯一還有往來的超級英雄，當酷冰俠與超能先生在每週三晚上出門打擊犯罪時，他們得向彼此的太太謊稱是一週一次的保齡球聚會，但是當鮑伯被荷莉得悉後，他們不再外出，自己也被太太没收超能衣。
路易斯的超能服主要功能是在寒冷時保暖，他的護目鏡不僅是為了幫助他掩飾身份，也是避免他被陽光照射冰或雪的反射灼傷。酷冰俠可以將雪隨意轉變為雪橇、冰刀或滑雪板，鞋子上也有裝置可以變成在冰上滑行的原盤，方便他快速地在冰上移動。
帝國雜誌把酷冰俠列為皮克斯前二十名角色中排名第十六名。

### 衣夫人
「衣夫人」莫衣娜·瑪麗（Edna Marie "E" Mode，由布萊德·博德配音。）是一個有怪僻、為超人們設計服裝的時尚設計師。為此，她不僅考慮到衣服的美觀，而且還有它們的實際用途，例如防護性能和適應穿著者的能力。她是超能先生和彈力女超人的婚禮的嘉賓。狄瑞克覺得衣夫人「很難」合作，他是第一個將彈力女超人介紹給衣夫人的人。衣夫人被認為是把詹姆士·龐德的武器供應商Q先生和奧斯卡得獎服裝設計師伊迪絲·希德的混合角色。皮克斯藝術家泰迪·紐頓說，這部電影的動畫師在1995年時尚紀錄片《拉鏈拉下來》中尋找靈感，這引起了一些設計師的注意，包含艾薩克·米斯拉希和波利·阿倫·梅倫。衣夫人也與皮爾斯·布洛斯南一起成為第77屆奧斯卡金像獎的奧斯卡最佳服裝設計獎的頒獎嘉賓。
衣夫人鑑於超級英雄不幸事故的數量，例如他們的披風被飛機的渦輪噴射引擎、升降機和導彈等所吸入，令她拒絕為超級英雄服裝設計披風。
電影的創作人最初找不到合適的女演員來為衣夫人配音。最後，當詢問女演員莉莉·湯姆琳時，布萊德·博德提供了一個她應該聽起來像什麼的例子，被湯姆琳認為博德的聲線更適合衣夫人。
IGN把衣夫人列為皮克斯前十名角色中排名第八名。帝國雜誌把衣夫人列為皮克斯前二十名角色中排名第六名。

### 潘賽門
潘賽門（Simon J. Paladino）（又名電光眼（Gazerbeam）），是在《超人特攻隊》中提及的超級英雄
，英雄組織"奇幻三俠"第二任隊長，其超級英雄名是超能先生所啟發，秘密身份是律師；
他的能力是能夠從他的眼睛中產生能量爆炸（眼睛凝視物體一段時間就會著火）
類似於獨眼龍。
活著的電光眼在電影中只出現過一次，作為超能先生和彈力女超人的婚禮的嘉賓，其他都是出現在照片中或被別人提及 (制止超能先生與梅仁愛衝突的律師似乎也是他）。
在電影中，酷冰俠比較了超能先生難以適應平民生活和最近消失的電光眼，因為他們都遇到類似的問題。隨著事件中揭示，電光眼在「諾曼尼島」上被全能機器人殺害（遺體被超能先生意外發現）。
死前似乎已經調查了部分辛拉登的計畫，因為在超能先生找到其遺體時也發現了他用超能力在石壁上留下「克羅諾斯」的字樣，讓超能先生得以破解辛拉登電腦的密碼並發現「克羅諾斯計畫」。

### 狄瑞克
狄瑞克（Rick Dicker，首集由巴德·拉奇配音，續集由強納森·班克斯配音。）是政府的特工，曾經是「國家超級英雄機構」（National Supers Agency；簡稱NSA）的成員，現在負責監督「超級英雄異地安置計劃」。他也是超能先生和彈力女超人的婚禮中的嘉賓之一。瑞克常常因鮑伯堅持英雄榮耀而感到沮喪，這常常會導致瑞克不得不消除記憶並修復鮑伯的行為所造成的損失。在巴氏一家停止全能機器人並揭露辛拉登的陰謀後瑞克祝賀鮑伯和他的家人。
狄瑞克也出現在短片《小傑的攻擊》中，他詢問了小傑的保姆卡莉，講述她在照顧小傑時所發生的事件，最後瑞克消除了卡莉的回憶。而在第二集中，小倩的朋友雷湯尼意外發現了她的身分，亦被他刪除記憶，但因為連同當天他們首次認識的記憶都刪除了，導致他不認識小倩，而延伸後續問題。

### 幻影
幻影（Mirage，由伊莉莎白·潘納配音。）是辛拉登的誘人愛人，也是他的得力右手。可能是謀殺超級英雄的同謀之一。雖然她沒有超能力，但她擁有廣泛的電腦和間諜技巧。在她給超能先生的平板電腦的消息中提到，根據政府的說法，他們的組織都沒有正式存在過。
最初，幻影並不在乎辛拉登的謀殺行為，但在辛拉登拿她的生命進行賭博及聽見辛拉登得知噴射機上有孩童仍發射導彈後心理產生了變化。後來幻影偷偷釋放了被囚禁的超能先生，並幫助他的家人逃離島嶼和擊敗辛拉登的陰謀。幻影的下場在電影裡並沒有透露。
在漫畫系列中，幻影與NSA就辛拉登事件進行合作，現在是狄瑞克所屬的NSA成員之一。

### 史諾
史諾（Snug）是荷莉多年來的朋友，大概是從她成為彈力女超人開始的。他從未出現在電影中，但在荷莉說她需要一架飛機前往辛拉登的島嶼時，史諾的聲音可以在電話中聽到。在電影中，史諾的外貌可在荷莉的照片中看出。在刪除場面中，史諾打算和他們一起乘飛機去島嶼上，並在隨後的導彈墜毀中喪生。 然而，這個場面被刪剪了。

### 戴文森
戴文森（Winston Deavor，由鮑勃·奧登科克配音。）是一個熱情的超級英雄粉絲，他與妹妹戴艾芙琳一起領導一家電信公司—戴氏企業。他想通過營銷活動令被政府取締的超級英雄重新合法化。文森為了重獲大眾對超級英雄的支持，選擇了「彈力女超人」巴荷莉進行宣傳噱頭，並為巴氏一家提供一所豪宅作新的家。然而，艾芙琳通過電視螢幕傳輸催眠信號令文森置於她的控制之下，作為她永久破壞超級英雄合法化的計劃的一部分。她打算通過催眠，令遊輪撞向城市來破壞在遊輪上舉行的超級英雄峰會。文森擺脫艾芙琳的控制後，幫助擊敗她的計劃，令超級英雄們重新控制失控的遊輪。他後來大概向代表們解釋他妹妹的計劃，令當局免除超級英雄。

## 市民

### 梅仁愛
梅仁愛（Oliver Sansweet）是一名銀行總裁。在超能先生的婚禮途中，被超能先生目睹自己跳樓並救了他，但自己在過程中受傷了。梅仁愛這次的營救行動令超能先生擊破了炸彈客的銀行搶劫。
超能先生的婚禮順利進行後，在一則新聞片顯示梅仁愛在高級法院起訴超能先生阻止了自己的自殺。梅仁愛的律師向新聞界表示梅仁愛不想被拯救或要求得救，而且因為超能先生造成的傷害導致他每天都很痛苦。當超能先生反駁他拯救了梅仁愛的生命時，被他反斥「你沒有拯救我的生命，你毀了我的死亡」。梅仁愛對超能先生的起訴引發了一系列針對超級英雄的訴訟，導致政府發起「超級英雄異地安置計劃」。

### 亨先生
亨先生（Gilbert Huph，由華力士·肖恩配音。）是鮑伯的身材矮小和嚴格的保險公司「關心人壽」的主管。他在關心人壽中最關心的是其利潤。他是官僚制的堅守者，但更喜歡客戶不知道任何有助於確保保險索賠的「漏洞」。有一天，當亨先生拒絕讓鮑伯到外面的街道停止搶劫時，鮑伯失去了他的冷靜，他抓住亨先生的脖子，把他扔破好幾個辦公室的牆壁，讓他需要住院治療。這事件導致鮑伯顯露出自己超能力，而且在鮑伯與狄瑞克在醫院談話期間被關心人壽解僱。在電影官方網站上顯示的刪除場面中，亨先生被狄瑞克消除了他對於該事件的所有記憶。

### 雷湯尼
雷湯尼（Tony Rydinger，由麥可·博德配音。），是與小倩上同一所中學的青少年，同時是小倩的暗戀對象。在首集結尾，擁有自信的小倩引起湯尼的注意，並向小倩提出約會。
續集中，在與採礦大師的戰鬥中，湯尼意外地目睹了小倩是超級英雄，導致湯尼被迫被狄瑞克消除當天的記憶，包括所有小倩和他們約會的記憶。波為處理記憶消除的問題帶他的三個子女到「歡樂美食」，是東尼家經營的餐廳，但因小麗看見東尼後受驚而從鼻孔噴水。導致後來小麗與東尼從頭開始時對她的印象是「在餐廳噴水那個人」。
在戴艾芙琳的計劃失敗後，小倩被迫與湯尼從頭開始，重新請他一起去看電影。然而，當一個新威脅令超人特攻隊採取行動時，她被迫離開湯尼，但承諾會很快回去，吩咐湯尼先買爆米花。

### 馬凱莉
馬凱莉（Kari McKeen，由布萊特·帕克配音。），是巴氏一家的朋友（更可能是小倩的同學），在巴氏一家前往島嶼拯救超能先生時被小倩拜託照顧嬰兒小傑。凱莉以前參加過許多的保姆班，並向荷莉保證自己有充分的準備去照顧小傑。電影後段中，荷莉從凱莉的語音信箱聽到，凱莉在抱怨說發生了「非常奇怪的事情」，因為她在一天中見識了小傑所有的超能力，最後與狄瑞克消除了她對於該事件的所有記憶。之後在電影刪除的影片中，巴氏夫婦前去拜訪並得知凱莉因為其副作用腦部已損傷。

### 大使
大使（The Ambassador，由伊莎貝拉·羅塞里尼配音。），是一位有尊嚴的外國官員，致力於超級英雄的支持和合法化。

## 反派

### 辛拉登
巴迪（Buddy Pine）（又名辛拉登（Syndrome），由傑森·李配音。）第一次出現時是一位自稱是超能先生「頭號粉絲」的10歲小孩。
利用自己發明的武器成為「超能小子」，試圖幫助超能先生打擊犯罪和贏得他的尊重。超能先生拒絕了巴迪的提議，隨後與炸彈客的衝突在巴迪的介入和炸彈客放置在巴迪的披風上的炸彈而結束。超能先生試圖減低因炸彈而脫軌的火車所帶來的破壞。超能先生後來把巴迪交給警方，讓他們把他帶回家，並告訴他的母親他今天晚上在做什麼。超能先生留下一句「我單獨行動」後趕去繼續他與彈力女超人的婚禮。
十五年後，25歲的巴迪把自己重新塑造成一個邪惡的天才「辛拉登」，計劃向他的前偶像報復。在DVD導演的評論指出，他似乎已經完全缺乏了良知，而且是有精神病的瘋狂科學家例如在荷莉揭示有兒童在飛機後，他仍然允許向飛機發射導彈、在超能先生威脅要殺死幻影時和不顧市民草草地拋出一個載滿的油罐車引起恐慌。辛拉登的計劃是打算欺騙市民，把自己塑造為一個超級英雄，和取代被他殺死的超級英雄們，但最後通通被巴氏一家和酷冰俠擊敗。事件結束後，辛拉登的資產被當局凍結，並對他發出通緝令。然而，他綁架了小傑，試圖撫養他成為自己的搭檔，但由於小傑突然發出超能力而令他的陰謀再次被擊敗。辛拉登誓言一定會再綁架小傑，但超能先生向他扔出自己的車，導致辛拉登的飛機渦輪啟動，結果因為披風的關係辛拉登被捲進渦輪裡爆炸身亡。
辛拉登並沒有任何超能力，但他非常聰明，擁有天才般的智商，發明了許多使用機器人、反重力和零點能量等原素的武器和高科技載具，他把武器賣給黑市買家，讓自己變得富有。他擁有自己的島嶼、豪宅、複雜的單軌鐵路、導彈和分配給警衛人員，由自己設計的高科技車輛。
與超能先生一樣，辛拉登的臉孔是參考布萊德·博德的臉所繪製的。
辛拉登被Wizard列為永遠的最偉大反派中的第64名。

#### 全能機器人
全能機器人（Omnidroid）是一系列由辛拉登研發來打倒和殺死超級英雄的智能、破壞性機器人。辛拉登創造了許多不同版本的戰鬥機器人，所有的設計都是為了殺死超級英雄，而每個後續型號都由前一個型號通過在戰鬥中發現的缺陷和弱點所改進。全能機器人唯一的弱點就是自己：在電影中，超能先生進入機器人的內部，導致機器人刺穿自己的機甲，試圖從內部撬出超能先生。
辛拉登使用人工智能、爪子和激光瞄準等破壞性功能加置在全能機器人身上去摧毀敵人。它們可以通過自我學習和收集遇到的超級英雄的情報來糾正自己的錯誤。
全能機器人被用來殺死各個超級英雄。每當超級英雄擊敗機器人時，數據都被用於創建新的型號。通過幻影的說明，超級英雄並沒有將機器人完全摧毀，因為它是「政府的財產」。
由辛拉登創造的全能機器人最終版本是通過遙控器控制的。當辛拉登啟動機器人進入城市後，他通過“摧毀”它而表現為超級英雄。然而，全能機器人得知辛拉登正在控制它後改向他發出攻擊。全能機器人最終被巴氏一家和酷冰俠的共同努力下所摧毀，原因是超能先生利用它分離的爪來它的力量核心扯出。

### 炸彈客
炸彈客（Bomb Voyage，由多米尼克·路易斯配音。）是出現在電影開頭的反派。他是超能先生的反復出現的敵人。正如他的介紹、語言（他稱超能先生為Monsieur Incroyable；法文的超能先生的意思。）、配備、他的名字中的雙關語和當他出現時播放音樂，推測他是一名法國人。該角色的名字成為法語「一路順風」（Bon Voyage）的雙關語。他最後一次出現在一座高大的建築物裡，當炸彈客從金庫偷東西時，遇到了超能先生。但由於巴迪·派恩的出現打斷了即將發生的對決，巴迪為了成為超能先生的跟班，他利用自己發明的飛靴飛去通知警察，卻被炸彈客在披風上安裝了一枚炸彈，迫使超能先生去拯救巴迪，炸彈客借機逃走。儘管超能先生後來告訴警方最終會趕上逮捕他。在事件發生期間，由此產生的爆炸摧毀了一段鐵軌，超能先生企圖拯救火車上乘客，但受傷的乘客後來起訴他，導致政府發起「超級英雄異地安置計劃」。
布萊德·博德最初提出了炸彈客的名字，他最初的想法是命名為Bomb Pérignon，參照相似名稱的香檳酒唐培里儂香檳王，但被酩悅香檳公司拒絕了。
炸彈客也在博德的另外一部電影《料理鼠王》中客串，出現在小林和樂樂學滾軸溜冰鞋時，身後的街頭啞劇表演者。

### 採礦大師
採礦大師（The Underminer，由約翰·雷森伯格配音。）是一個身材矮小而且外貌像鼴鼠的生物，在電影尾段中騎著一輛巨大的鑽孔車，並宣佈他將與「和平和幸福」宣戰，令巴氏一家換裝和戴上面罩，準備向採礦大師對決。
戰鬥在《超人特攻隊2》繼續，雖然採礦大師的鑽孔車最後被超能一家和酷冰俠煞停，但他也成功搶劫銀行並逃脫了。
此外，在遊戲《超人特攻隊：採礦大師崛起》中，採礦大師擔任遊戲的最終反派角色。

### 戴艾芙琳
戴艾芙琳（Evelyn Deavor，由凱薩琳·凱娜配音。）是戴文森的妹妹和一個從未遇到過她無法解決的問題的技術天才。實質上她是利用螢幕魔人（Screenslaver）作煙幕，以隱藏她真正的計劃的幕後黑手。當螢幕魔人被彈力女超人逮捕時，發現他只是遭到控制的披薩外送員（由比爾·懷斯配音）。當彈力女超人發現艾芙琳才是整個事件的幕後黑手時，她被艾芙琳抓住了。艾芙琳向她透露自己的計劃，希望藉着洗腦和控制世界領導人，令超級英雄無法合法化。在抓住超能先生和酷冰俠後，她的計劃被前來營救父母的小倩、小飛和小傑打斷而失敗。艾芙琳試圖逃離，並令遊輪失控，希望它撞向城市以殺死遊輪上的所有人。然而，超級英雄設法以最小的傷害阻止了失控的船隻，而艾芙琳被彈力女超人抓住和被當局警察逮捕。
艾芙琳由於小時候父母的死而對超級英雄有所誤會，令她對超級英雄非常怨恨，決定抹除超級英雄在世人眼中的正義形象。

## 備註
1. ↑  鮑伯為勞勃的暱稱。